# Зрeњ
Зрењ (итал. Sdregna [ˈздрења] или Стридоне [стриˈдоːне]), насеље нa Бујштини у северној Истри, у саставу Општине Опртаљ, Истарска жупанија у Хрватској.

## Географија
Зрењ се налази на крашком платоу (467 м н/в) која се према северу и истоку спушта у усек потока Драга, десне притоке Брачане која се према југу улива у Мирну. Зрењу припадају засеоци: Шавлети, Јакуси, западно, a ceлo Чабарница је југоисточно, а јужно су Жњидарићи. Источно, преко вале Браĉане налази се Вели Млун (Град Бузет). На заравни се налазе и мањи изворе питке воде «Мали Захеј», «Велики Захеј» и «Бич» који су некад били основни извор питке воде за локално становништво.
Са запада се долази путом из Светог Ивана или из Ливада, а са североистока води локална цеста, западни одвојак цесте Бузет-Сочерга која пролази кроз Баредине и Хриб.

## Топоним
Под именом Sdregna се први пут спомиње у XI. в., а од Здрења (како се изговара) је словенизован у Здрењ или Ждрењ, кој је након припојења Хрватској промењен у 'хрватскији' Зрењ. Назив Стридоне исто је новијег датума, настао под Италијом у јеку италијанизације када се мењају и аутохтони романски називи у Истри, па је тако Здрења промењена у "италијанскије' Стридонe повезујућ са местом Стридоне, које се спомиње као родно место св. Hieronymusa (Јероним, Јеролим), преводиоца Старог завета са грчког на латински, па је амблем св. Јеронма био и службени грб Зрења (1920—1943). Аргументи су били натегнуто лингвистички (стридоне>сдрења), а у биографији Хиеронимуса се Стридоне лоцира на граници између римске Далмације и Паноније, а Истра је била у саставу римске Италије (граница према Далмацији је била река Раша(. Граница Далмације и Паноније Савије у IV. в. (када је Хиеронимус рођен) је била доста источније од Зрења. Да је у Стридони било континуитета живота звала би се отприлике Стридин (завршеци на она, оне су се код Словена мењали у ин: Салоне>Солин. Аенона>Нин, Албона>Лабин).

## Историја
Зрењ је старо насеље каштељерског типа, али археолошка истраживања нису проведена. Сматра се да има континуитет живљења још из римског доба. У средњем веку је у власништву Аквилејске патријаршије У њему живи аутохтоно романско становништво, а у XI. в. долази и венетска популација. Након харања куге у Истри у XVI. и XVII. в. Млечани овде досељавају словенско становништво са севера и истока Истре, а изгледа и из Далмације.
Од XIV. в. феуд је породице Пиетрапелоза (из Костела). Зрењ 1421. долази под Венецијанску Републику. Од 1440. феуд је породице Грависи. Падом Венеције 1797. долази под аустријску доминацију, да би након краткотрајне француске власти и формирања Наполеонове Краљевине Италије од 1814. до 1918. био под Аустријским царством.
Према Лондонском уговору Зрењ, као и већи дио Јулијске покрајине, анектиран је 1918. Краљевини Италији. После Другог светског рата и анексије Хрватској долази до егзодуса становништва.

## Знаменитости
- црквица св. Јеролимацрквица св. Јеролима (Хиеронимус) саграђена је године 1910. на месту старије цркве   која се спомиње 1580. Црква је једнобродна са сакристијом, и звоником "на једра".
- парохијална црква и звоник св. Јуре (Георга, Ђорђа) је двобродна у романичком је стилу, Спомиње се први пута године 1304. Била је подчињена тршћанском бискупу (до 1883. г. Бузетски деканат). Проширена је 1582. године о чему сведочи глагољски натпис откривен за време обнављања године 1835. Звоник је одвојен од цркве[4].
- уз пут према Зрењу, у заселку Јакуси налази се црква св. Антона Падованског.,

## Култура
У Зрењу се сваке године у августуу одржава Међународни сусрет хармоникаша где наступају хармоникаши из Италије, Словеније и Хрватске
У Зрењу делује Заједница Италијана - (C.И. ди Стридоне) смештено у Жњидарићима.

## Становништво
На попису становништва 2011. годинe, Зрењ је имао 74 становника.
Кретање броја становника 1857.-2011.
| Број становника по пописима | Број становника по пописима | Број становника по пописима | Број становника по пописима | Број становника по пописима | Број становника по пописима | Број становника по пописима | Број становника по пописима | Број становника по пописима | Број становника по пописима | Број становника по пописима | Број становника по пописима | Број становника по пописима | Број становника по пописима | Број становника по пописима | Број становника по пописима |
| --------------------------- | --------------------------- | --------------------------- | --------------------------- | --------------------------- | --------------------------- | --------------------------- | --------------------------- | --------------------------- | --------------------------- | --------------------------- | --------------------------- | --------------------------- | --------------------------- | --------------------------- | --------------------------- |
| 1857                        | 1869                        | 1880                        | 1890                        | 1900                        | 1910                        | 1921                        | 1931                        | 1948                        | 1953                        | 1961                        | 1971                        | 1981                        | 1991                        | 2001                        | 2011                        |
| 810                         | 858                         | 346                         | 427                         | 463                         | 516                         | 1.007                       | 994                         | 394                         | 236                         | 170                         | 141                         | 108                         | 89                          | 66                          | 74                          |

Напомена: У 1880. исказивано под словенским именом Здрења, а у 1890. и 1900. под именом Ждрењ. У 1857, 1869, 1921. и 1931. садржи податке за насеља Вижинтини и Жњидарићи, а истих година и дио података за насеља Градиње и Жонти (град Бузет).

###### Етничка припадност
На попису становништва 1991. године, насељено место Зрењ је имало 89 становника, следећег националног састава:
| Попис 1991.  | Попис 1991.  | Попис 1991. | Попис 1991. | Попис 1991. |
| ------------ | ------------ | ----------- | ----------- | ----------- |
|              |              |             |             |             |
| Италијани    | Италијани    |             | 46          | 51,68%      |
| Хрвати       | Хрвати       |             | 26          | 29,21%      |
| регион. опр. | регион. опр. |             | 12          | 13,48%      |
| Словенци     | Словенци     |             | 2           | 2,24%       |
| Срби         | Срби         |             | 1           | 1,12%       |
| неопредељени | неопредељени |             | 2           | 2,24%       |
| укупно: 89   |              |             |             |             |